# Familienversicherung
Die Familienversicherung, auch beitragsfreie (Familien-)Mitversicherung genannt, erfasst in Deutschland die beitragsfreie Mitversicherung von Familienangehörigen der in der gesetzlichen Krankenversicherung versicherten Pflichtmitglieder und freiwilligen Mitglieder.

## Geschichte
Die gesetzliche Krankenversicherung kannte bei ihrer Einführung zunächst noch keine allgemeine Leistungspflicht für Familienangehörige. Lediglich die Kosten der Entbindung (die sogenannte Wochenhilfe) waren auch an Ehefrauen und Töchter zu gewähren, die keinen eigenen Krankenversicherungsschutz hatten. Die Krankenkassen konnten jedoch auf freiwilliger Basis auch andere Krankheitskosten der Familienangehörigen übernehmen (sogenannte Familienhilfe, § 205 RVO). Die Familienhilfe wurde durch Notverordnung des Kabinetts Brüning I vom 26. Juli 1930 verpflichtend für alle Krankenkassen eingeführt, als Ausgleich für einschneidende Kürzungen bei der gesetzlichen Krankenversicherung, um sich so die Zustimmung der Parteien im Reichstag zu sichern.
Die Familienhilfe war gänzlich anders ausgestaltet als die heutige Familienversicherung. Sie sollte nach dem Willen des Gesetzgebers den Versicherten von seinen Unterhaltspflichten gegenüber seinen Angehörigen entlasten und war demnach an das Bestehen einer zivilrechtlichen Unterhaltspflicht des Versicherten gegenüber seinen Ehegatten und Kindern geknüpft, was u. a. zur Folge hatte, dass Kinder mit der Heirat ihren Anspruch auf Familienhilfe verloren. Anspruchsberechtigt waren nicht die einzelnen Familienmitglieder, sondern nur der Versicherte; die Familienangehörigen hatten keinerlei Rechte, insbesondere kein Klagerecht gegen die Krankenkasse.
Die Familienhilfe deckte nicht das gesamte Spektrum der Leistungen der gesetzlichen Krankenversicherung ab, sondern nur drei bestimmte Leistungen: die Hilfe bei Krankheit (§ 205 RVO), die Mutterschaftshilfe (§ 205a RVO) und das Sterbegeld (§ 205b RVO). Sogar Arzneimittel mussten die Familienangehörigen zunächst selbst bezahlen, dies wurde erst 1975 geändert. Bis 1975 konnten die einzelnen Krankenkassen selbst die Altersgrenze für Kinder festlegen, dies wurde auf die heute noch gültigen Altersgrenzen vereinheitlicht.
Erst mit Einführung des SGB V im Jahr 1989 wurde die Familienversicherung in der heutigen Form eingeführt, indem der Leistungsanspruch von der zivilrechtlichen Unterhaltspflicht entkoppelt wurde und die Familienangehörigen selbst anspruchsberechtigt wurden. Seitdem haben Familienversicherte Zugang zum vollen Leistungsspektrum der gesetzlichen Krankenkassen.

## Familienangehörige
Dazu gehören der Ehegatte, der eingetragene Lebenspartner und die Kinder. Den leiblichen Kindern gleichgestellt sind Stiefkinder, Adoptivkinder und Enkel, wenn deren Lebensunterhalt überwiegend vom Mitglied bestritten wird. Familienversichert sind auch die Kinder von familienversicherten Kindern. Dies ist z. B. dann der Fall, wenn das Kind eines Familienangehörigen aufgrund eines Schulbesuchs oder Studiums selbst noch familienversichert ist, seinerseits jedoch bereits Kinder hat.
Nach einer Scheidung bleiben mitversicherte Kinder weiterhin beitragsfrei; ein bisher mitversicherter Partner muss sich hingegen nach der Scheidung um eine eigene Versicherung bemühen. Bei ausreichend langer Mitgliedschaft des geschiedenen Ehepartners in der gesetzlichen Krankenversicherung besteht innerhalb einer vorgegebenen Frist nach der rechtskräftigen Scheidung ein Anspruch, auf Antrag selbst als freiwilliges Mitglied weiterversichert zu werden.

## Weitere Voraussetzungen
Kraft Gesetzes müssen in der gesetzlichen Krankenversicherung nach § 10 SGB V (nach § 25 SGB XI für die beitragsfreie Versicherung in der Pflegeversicherung) u. a. folgende Voraussetzungen erfüllt sein:
- Ein Ehegatte, Kind und eine ihm gleichgestellte Person kann nur dann familienversichert sein, wenn der andere Ehegatte, ein Elternteil des Kindes oder bei Stiefkindern und Enkeln der Stiefelternteil bzw. Großelternteil Pflicht- oder freiwilliges Mitglied in der gesetzlichen Krankenversicherung ist.
- Der Familienangehörige muss seinen Wohnsitz oder gewöhnlichen Aufenthalt in der Bundesrepublik Deutschland haben. Dies ist bei Personen, die sich im Ausland befinden, wie z. B. Studenten während ihrer Auslandssemester, selbst dann – ohne zeitliche Begrenzung – noch der Fall, wenn sie ihren Lebensmittelpunkt noch in Deutschland haben und die Absicht erkennbar ist, dass sie wieder nach Deutschland zurückkehren werden. Bei Aufenthalt in EWR-Staaten (inkl. EU-Staaten), in der Schweiz, in den Nachfolgestaaten Jugoslawiens, in der Türkei und in Tunesien gelten Sonderregelungen.
- Der Familienangehörige darf nicht Mitglied der gesetzlichen Krankenversicherung (z. B. als Arbeitnehmer mit einem monatlichen Arbeitsentgelt in Höhe von mehr als 520 Euro, als Auszubildender, als Rentner, oder als Freiwilligendienstleistender) sein. Der Familienangehörige darf außerdem nicht versicherungsfrei (z. B. als höherverdienender Arbeitnehmer oder Beamter) sein. Bei Personen, die während ihrer Erwerbstätigkeit als höherverdienende Arbeitnehmer versicherungsfrei waren und sich in der Mutterschutzfrist gem. § 3 Abs. 1 MuSchG (6 Wochen vor der Entbindung) und § 3 Abs. 2 MuSchG (acht Wochen oder zwölf Wochen bei Früh- und Mehrlingsgeburten) oder in Elternzeit befinden, endet die Versicherungsfreiheit mit dem Wegfall des bisherigen Arbeitsentgelts. Sie können aber während der Mutterschutzfristen oder der Elternzeit nur dann familienversichert sein, wenn sie gemäß § 10 Abs. 1 Satz 4 SGB V zuletzt (unmittelbar zuvor), in der gesetzlichen Krankenversicherung freiwillig versichert waren. Anders ist es dagegen bei Personen, die während ihrer Erwerbstätigkeit als Beamte oder gleichgestellte Personen im Sinne von § 6 Abs. 1 Nr. 2 SGB V versicherungsfrei waren. Während der Elternzeit bleibt bei Wegfall der Bezüge der Beamtenstatus und damit die Beihilfeberechtigung bestehen. Damit sind Beamte auch während der Elternzeit versicherungsfrei und können nicht familienversichert sein.
- Familienangehörige, die als gewerbliche Unternehmer oder Freiberufler selbständig erwerbstätig sind, können nur dann familienversichert sein, wenn sie ihre Tätigkeit nicht hauptberuflich im Sinne der gesetzlichen Krankenversicherung ausüben. Dies wird bereits unterstellt, wenn sie mindestens einen sozialversicherungspflichtigen Arbeitnehmer (Arbeitsentgelt höher als 520 Euro im Monat) oder mehrere geringfügige Beschäftigte (§ 8 SGB IV) mit zusammen mehr als 520 Euro Arbeitsentgelt beschäftigen. Die Beschäftigung eines sozialversicherungspflichtigen Arbeitnehmers oder mehrerer geringfügig Beschäftigter kann ein Indiz für eine hauptberuflich selbständige Tätigkeit sein, schließt aber die Familienversicherung nicht zwingend aus. Im Wege einer den praktischen Erfordernissen gerecht werdenden Prüfung der Hauptberuflichkeit kann nach dem für die Krankenkassen verbindlichen Besprechungsergebnis der Spitzenverbände der Sozialversicherung vom 20. März 2019 von folgenden Grundannahmen ausgegangen werden: a) Nimmt der zeitliche Aufwand für die selbständige Tätigkeit den Selbständigen mehr als 30 Stunden wöchentlich in Anspruch, ist anzunehmen, dass die selbständige Tätigkeit hauptberuflich ausgeübt wird. Außerdem muss das Arbeitseinkommen aus der selbständigen Tätigkeit die Hauptquelle zur Bestreitung des Lebensunterhalts darstellen. Hiervon ist in der Regel auszugehen, wenn das Arbeitseinkommen 25 % der monatlichen Bezugsgröße (§ 18 SGB IV 2020 = 3.185,00 Euro × 0,25 = 796,25 Euro monatlich) übersteigt. b) Nimmt der zeitliche Aufwand für die selbständige Tätigkeit den Selbständigen mehr als 20 Stunden, aber nicht mehr als 30 Stunden wöchentlich in Anspruch, ist anzunehmen, dass die selbständige Tätigkeit hauptberuflich ausgeübt wird. Außerdem muss das Arbeitseinkommen aus der selbständigen Tätigkeit die Hauptquelle zur Bestreitung des Lebensunterhalts darstellen. Hiervon ist in der Regel auszugehen, wenn das Arbeitseinkommen 50 % der monatlichen Bezugsgröße (2020 = 1.592,50 Euro) übersteigt. c) Nimmt der zeitliche Aufwand für die selbständige Tätigkeit den Selbständigen nicht mehr als 20 Stunden wöchentlich in Anspruch, ist anzunehmen, dass die selbständige Tätigkeit nicht hauptberuflich ausgeübt wird. Außerdem muss das Arbeitseinkommen aus der selbständigen Tätigkeit die Hauptquelle zur Bestreitung des Lebensunterhalts darstellen. Hiervon ist in der Regel auszugehen, wenn das Arbeitseinkommen 75 % der monatlichen Bezugsgröße (2020 = 2.388,75 Euro) übersteigt. Als hauptberuflich selbständige Tätigkeit galt bis zum 31. Dezember 2018 nicht die Tätigkeit einer Tagespflegeperson, die bis zu fünf gleichzeitig anwesende, fremde Kinder in Tagespflege betreut. Die Krankenkasse muss allerdings jeden der genannten Fälle anhand weitergehender feststehender Kriterien im Einzelnen beurteilen. Eine statusrechtliche Überprüfung von Tagespflegepersonen zum 1. Januar 2019 ist nur auf Verlangen der betroffenen Person vorzunehmen.
- Das regelmäßige Gesamteinkommen des Familienangehörigen darf den Betrag von 535 Euro im Monat (2025) nicht übersteigen. Bei Ausübung einer geringfügigen Beschäftigung (Minijob) liegt die Grenze bei 556 Euro im Monat.[4] Unschädlich ist es, wenn die genannten Grenzen in höchstens zwei Monaten innerhalb eines Jahres überschritten werden. Allerdings sind in allen Fällen auch anderweitige Einnahmen, wie z. B. Einnahmen aus Kapitalvermögen (Zinsen, Dividenden) oder Einnahmen aus Vermietung und Verpachtung, zu berücksichtigen. Da es sich bei dem maßgeblichen Gesamteinkommen gemäß § 16 SGB IV um die Summe der Einkünfte im Sinne des Einkommensteuerrechts handelt, sind von den Bruttoeinnahmen die Werbungskosten abzuziehen. Bei nicht selbständiger Tätigkeit geschieht dies durch Abzug des Arbeitnehmerpauschbetrages von 1.230 Euro pro Kalenderjahr oder der tatsächlichen höheren Werbungskosten. Allerdings dürfen die Werbungskosten nicht abgezogen werden, wenn eine geringfügig entlohnte Tätigkeit pauschal besteuert wird. Bei Kapitalerträgen wird nur der Sparerpauschbetrag von 1000 Euro pro Kalenderjahr abgezogen – höhere Werbungskosten können nicht abgezogen werden. In der nachfolgenden Tabelle ist die Grenze des Gesamteinkommens im Laufe der Jahre aufgelistet.[5]

| Jahr | Einkommensgrenze | Bezugsgröße | Prozentuale Änderung | Inflation im Vorjahr |
| ---- | ---------------- | ----------- | -------------------- | -------------------- |
| 2009 | 360 Euro         | 2.520 Euro  | -                    | -                    |
| 2010 | 365 Euro         | 2.555 Euro  | 1,4 %                | 0,3 %                |
| 2011 | 365 Euro         | 2.555 Euro  | 0,0 %                | 1,1 %                |
| 2012 | 375 Euro         | 2.625 Euro  | 2,7 %                | 2,1 %                |
| 2013 | 385 Euro         | 2.695 Euro  | 2,7 %                | 2,0 %                |
| 2014 | 395 Euro         | 2.765 Euro  | 2,6 %                | 1,4 %                |
| 2015 | 405 Euro         | 2.835 Euro  | 2,5 %                | 1,0 %                |
| 2016 | 415 Euro         | 2.905 Euro  | 2,5 %                | 0,5 %                |
| 2017 | 425 Euro         | 2.975 Euro  | 2,4 %                | 0,5 %                |
| 2018 | 435 Euro         | 3.045 Euro  | 2,4 %                | 1,5 %                |
| 2019 | 445 Euro         | 3.115 Euro  | 2,3 %                | 1,8 %                |
| 2020 | 455 Euro         | 3.185 Euro  | 2,3 %                | 1,5 %                |
| 2021 | 470 Euro         | 3.290 Euro  | 3,3 %                | 0,5 %                |
| 2022 | 470 Euro         | 3.290 Euro  | 0,0 %                | 3,1 %                |
| 2023 | 485 Euro         | 3.395 Euro  | 3,2 %                | 6,9 %                |
| 2024 | 505 Euro         |             | 4,1 %                | 5,9 %                |

## Altersgrenzen bei Kindern
Kinder können gemäß § 10 Abs. 2 SGB V nur bis zu bestimmten Altersgrenzen familienversichert sein.
1. Die Familienversicherung ist grundsätzlich bis zur Vollendung des 18. Lebensjahres durchführbar.
2. Fortgeführt wird sie bis zur Vollendung des 23. Lebensjahres, wenn das Kind keiner Erwerbstätigkeit nachgeht. Als Erwerbstätigkeit in diesem Sinne gilt jede regelmäßige abhängige oder selbständige Tätigkeit, in der mehr als 505 Euro im Monat an Einnahmen erzielt wird. Bei einer geringfügigen Beschäftigung liegt die Grenze bei 538 Euro.
3. Die Familienversicherung wird schließlich bis zur Vollendung des 25. Lebensjahres durchgeführt, wenn sich das Kind in Schul- oder Berufsausbildung befindet (z. B. Studium) oder ein freiwilliges soziales oder ökologisches Jahr ohne Anspruch auf Taschengeld und Sachbezüge leistet. Wird die Schul- oder Berufsausbildung durch Erfüllung einer gesetzlichen Dienstpflicht (Wehrdienst, Zivildienst) unterbrochen oder verzögert, besteht die Familienversicherung um den entsprechenden Zeitraum dieses Dienstes über das 25. Lebensjahr hinaus. Dies gilt ab dem 1. Juli 2011 auch bei einer Unterbrechung oder Verzögerung durch den freiwilligen Wehrdienst, einen Freiwilligendienst, dem Jugendfreiwilligendienstegesetz oder einen vergleichbaren anerkannten Freiwilligendienst oder durch eine Tätigkeit als Entwicklungshelfer für die Dauer von höchstens zwölf Monaten.
4. Kinder sind ohne Altersbegrenzung familienversichert, wenn sie nach § 2 Abs. 1 SGB IX behindert und außerstande sind, sich selbst zu unterhalten. Die Behinderung muss schon zu einem Zeitpunkt vorgelegen haben, in dem das Kind familienversichert war. Einem Urteil des Sozialgerichts Dortmund zufolge ist ein behindertes Kind auch dann außer Stande, sich selbst zu unterhalten, wenn es nur einer gering qualifizierten Tätigkeit im Niedriglohnbereich nachgehen kann, so dass noch aufstockende Grundsicherungsleistungen erforderlich sind.

## Kosten bei Nicht-Familienversicherung in der GKV
Ist eines der oben genannten Kriterien nicht erfüllt, muss eine eigene Mitgliedschaft in einer Krankenversicherung begründet werden. In der Gesetzlichen Krankenversicherungen bemessen sich die Beiträge nach den Bruttoeinnahmen. Sind jedoch keine oder nur geringe beitragspflichtige Einnahmen vorhanden, so wird pauschal von Einnahmen in Höhe von 1/3 der Bezugsgröße ausgegangen, aus denen dann die Beitragshöhe berechnet wird. Bei einem durchschnittlichen Beitragssatz von 14,0 % ergibt sich hier für 2022 eine fiktive Bruttoeinnahme von 1096,67 Euro pro Monat (zuzüglich Pflegeversicherung).

## Einkommensgrenzen
Bei Eheleuten, die nicht beide Mitglieder der gesetzlichen Krankenversicherung sind (z. B. ein Ehegatte ist Mitglied, der andere Ehegatte ist als höherverdienender Arbeitnehmer, selbständiger Unternehmer, Beamter oder Richter in der privaten Krankenversicherung versichert oder z. B. als Zeit- oder Berufssoldat ohne Krankenversicherung), ist gegebenenfalls die Familienversicherung der Kinder ausgeschlossen. Dies ist dann der Fall, wenn das Gesamteinkommen des privat versicherten Ehegatten regelmäßig im Monat ein Zwölftel der allgemeinen Jahresarbeitsentgeltgrenze (2022: 5.362,50 EUR/Monat) übersteigt und zugleich regelmäßig höher als das Gesamteinkommen des gesetzlich versicherten Ehegatten ist. Sonderzahlungen, wie Urlaubs- und Weihnachtsgeld, sind anteilig anzurechnen. Allerdings sind in allen Fällen auch anderweitige Einnahmen, wie z. B. Einnahmen aus Kapitalvermögen (Zinsen, Dividenden) oder Einnahmen aus Vermietung und Verpachtung, zu berücksichtigen. Da es sich bei dem maßgeblichen Gesamteinkommen gemäß § 16 SGB IV um die Summe der Einkünfte im Sinne des Einkommensteuerrechts handelt, sind von den Bruttoeinnahmen die Werbungskosten abzuziehen. Bei nichtselbständiger Tätigkeit (Beschäftigung) geschieht dies durch Abzug des Arbeitnehmerpauschbetrages von 1000 Euro pro Kalenderjahr oder der nachgewiesenen höheren Werbungskosten. Bei Kapitalerträgen wird nur der Sparerpauschbetrag von 801 Euro pro Kalenderjahr abgezogen – höhere Werbungskosten können nicht abgezogen werden. Laut einem Urteil des Bundessozialgerichtes B 12 KR 16/02 R bleiben dabei Zuschläge, die mit Rücksicht auf den Familienstand gezahlt werden (bei Beamten z. B. der Familienzuschlag), bei der Feststellung der Jahresarbeitsentgeltgrenze in der Familienversicherung ebenfalls unberücksichtigt.
Die Familienversicherung ist gemäß § 10 Abs. 1 Satz 4 SGB V auch ausgeschlossen bei Ehegatten und Lebenspartnern, die bei Beginn der Mutterschutzfrist (6 Wochen vor dem mutmaßlichen Entbindungstag, § 3 Abs. 1 MuSchG) nicht in der gesetzlichen Krankenversicherung versichert waren. Dasselbe gilt für die Schutzfrist nach der Entbindung (8 Wochen bzw. 12 Wochen bei Mehrlingsgeburten, § 3 Abs. 2 MuSchG) und den Beginn der Elternzeit.

## Nachrang der Familienversicherung
Die Familienversicherung kommt regelmäßig nur in Betracht, wenn die betreffende Person nicht aufgrund gesetzlicher Vorschriften pflichtversichert ist.
Dies gilt maßgeblich für
- versicherungspflichtig Beschäftigte, die regelmäßig mehr als 520 Euro im Monat verdienen,
- Landwirte,
- mitarbeitende Familienangehörige in der Landwirtschaft, Landwirtschaftliche Krankenkasse,
- Bezieher von Arbeitslosengeld I,
- Bezieher von Arbeitslosengeld II (Bürgergeld)
- Rentner,
- Auszubildende, die ein Entgelt erhalten,
- Personen, die ein Freiwilliges Soziales Jahr oder einen Bundesfreiwilligendienst ableisten und ein Entgelt erhalten

Trotz – an sich bestehender – Versicherungspflicht ist die Familienversicherung aufgrund einer Sonderregelung gleichwohl durchführbar bei Studenten und unentgeltlich beschäftigten Praktikanten.

## Rechtfertigung; Kritik und Reformbestrebungen
Die Familienversicherung rechtfertigt sich insbesondere aus dem Grundsatz der Leistungsfähigkeit und des Solidarausgleichs. Danach ist die Höhe der Sozialbeiträge (anders als der Beiträge etwa zur privaten Krankenversicherung) nicht vom Krankheitsrisiko (=den zu erwartenden Kosten) des Versicherten bestimmt, sondern davon, was er zu bezahlen imstande ist. Sofern die Beitragsbemessungsgrenze nicht überschritten wird, ist dieses Prinzip durch die Familienversicherung gewährleistet, da die Sozialbeiträge dann proportional zum Einkommen steigen. Ab Überschreitung der Beitragsbemessungsgrenze ergibt sich allerdings ein Vorteil für Alleinverdiener. Denn Ehepartner zahlen bei gleichem Familieneinkommen, sofern es über der Bemessungsgrenze liegt, in Einverdienerehen niedrigere Beiträge als in Zweiverdienerehen, weil die Beitragsbemessungsgrenze sich allein nach dem Individualeinkommen richtet und deshalb z. B. durch eine Vollzeitkraft eher erreicht wird als durch zwei Halbtageskräfte.
Im Folgenden sind Beispiele aufgezählt, wie sie für eine (fiktive) Beitragsbemessungsgrenze von 4.000 Euro und einen Versicherungsbeitrag von 15 % gelten würden:
Beispiel A, Gesamt-Familieneinkommen 4.000 EuroVerdienen zwei Ehepartner und ihre Kinder je 1.000 Euro im Monat, ergäben sich Beiträge von (4 × 1.000 Euro × 15 %) = 600 Euro Beitragslast. Verdienen beide Ehepartner je 2.000 Euro im Monat, so zahlen sie zusammen gleich viel (2 × 2.000 Euro × 15 %) = 600 Euro Beitragslast. Verdient ein Elternteil als Alleinverdiener 4.000 Euro, so zahlt er denselben Beitrag (4.000 Euro × 15 %) um sich und alle Familienmitglieder zu versichern. Die Gesamtbelastung der Familie ist in diesem Fall dieselbe.
Beispiel B, Gesamt-Familieneinkommen 8.000 EuroVerdienen zwei Ehepartner und ihre Kinder je 2.000 Euro im Monat, ergäben sich Beiträge von (4 × 2.000 Euro × 15 %) = 1.200 Euro Beitragslast. Verdienen zwei Ehepartner je 4.000 Euro im Monat, so ergäben sich Beiträge von (2 × 4.000 Euro × 15 %) = 1.200 Euro Beitragslast, also zweimal der maximale Beitrag von je 15 % der Beitragsbemessungsgrenze. Verdient ein Elternteil als Alleinverdiener 8.000 Euro, so zahlt er nur einmal den maximalen Beitrag (4.000 Euro × 15 %) = 600 Euro um sich und alle Familienmitglieder zu versichern. Die Gesamtbelastung der Familie ist in diesem Fall für die Zweiverdienerehe trotz gleichen Gesamteinkommens doppelt so hoch wie für die Einverdienerehe.

### Reformbestrebungen
Die beitragsfreie Familienmitversicherung ist in Deutschland wiederholt zur Diskussion gestellt worden. Teils geht es dabei um die Art der Lastenverteilung auf Alleinstehende und Paare, teils um die Finanzierung der Krankenversicherung. So schlug die Initiative Neue Soziale Marktwirtschaft im Juni 2010 vor, dass Hausfrauen und -männer je einen Pauschalbeitrag zur Krankenversicherung zahlen sollten.
Um sowohl eine Gleichbehandlung unterschiedlicher Erwerbsmodelle als auch eine gerechte Lastenverteilung zwischen Alleinstehenden (Singles) und Paaren zu gewähren, wurde ein Modell („negatives Ehegattensplitting“ genannt) vorgeschlagen, bei dem das Einkommen von Ehepartnern rechnerisch auf beide zur Hälfte verteilt wird und jeder bis zur Beitragsbemessungsgrenze seinen Beitrag entrichten muss. In einer Modellvariante ist der dadurch zusätzlich unter die Beitragsbemessungsgrenze fallende Betrag vom besser- oder alleinverdienenden Partner zu zahlen.
Die Änderungsvorschläge fanden bisher keine breite Mehrheit.
Ferner wurde aufgerufen, im Rahmen von Reformbestrebungen für eine Bürgerversicherung auch die Familienmitversicherung neu zu konzipieren.
Im 2011 erschienenen Ersten Gleichstellungsbericht der Bundesregierung äußerte die Sachverständigenkommission die Auffassung: „Die beitragsfreie Ehegattenmitversicherung in der Krankenversicherung nach § 10 SGB V sollte zugunsten einer zeitlich begrenzten, eigenständigen Krankenversicherung für Phasen ausschließlicher Sorgetätigkeit aufgegeben werden.“

## Situation in anderen Staaten
In der Schweiz ist eine Grundversicherung für alle Einwohner verpflichtend, eine Zusatzversicherung ist optional, und zudem ist eine Selbstbeteiligung an den Krankheitskosten zu zahlen. Es besteht keine Familienmitversicherung. Seit 1996 gibt es eine Kopfpauschale; junge Erwachsene zahlen eine ermäßigte, Minderjährige eine stark ermäßigte Kopfpauschale. Personen mit geringem Einkommen zahlen eine als prozentualen Anteil ihres Einkommens gedeckelte Kopfpauschale.
In den Niederlanden wurde zum 1. Januar 2006 ein Gesundheitssystem (die zorgverzekering) eingeführt, in dem jeder Einwohner der Niederlande krankenversichert sein muss. Jeder Erwachsene ist beitragspflichtig und zahlt eine Kopfpauschale sowie einen einkommensabhängigen Beitrag; des Weiteren besteht eine verpflichtende Selbstbeteiligung an den Behandlungskosten, deren Höhe durch zusätzliche freiwillige Versicherung verringert werden kann. Für soziale Härtefälle werden nur Beträge bis zu einer bestimmten Unzumutbarkeitsgrenze fällig. Versicherte bis 18 Jahre zahlen keinen Pauschalbeitrag; ihre Beiträge werden aus Steuereinnahmen finanziert.
In Großbritannien ist jeder Einwohner im steuerfinanzierten National Health Service krankenversichert.